# Erich Knitterscheid
Erich Knitterscheid, né le 9 septembre 1892 à Metz (alors en Alsace-Lorraine, Empire allemand) et mort le 17 février 1981 à Kempten (Bavière, Allemagne de l'Ouest), était un haut fonctionnaire du ministère allemand de la défense. Generalintendant durant la Seconde Guerre mondiale, il dirigea le département V 6 de l'OKH.

## Biographie
Fils d'un architecte, Erich Otto Anton Knitterscheid naît le 9 septembre 1892 à Metz, une ville de garnison animée d'Alsace-Lorraine. Avec sa ceinture fortifiée, Metz est alors la première place forte du Reich allemand, constituant une pépinière d'officiers supérieurs et généraux. Le jeune Erich se tourne vers une carrière de juriste. Il poursuit des études de Droit jusqu'à son doctorat. Erich Otto Knitterscheid se marie en juin 1924 à Francfort-sur-le-Main. 
Sa formation de juriste lui permet d'intégrer l'Intendance militaire de l'armée allemande. Le 1er décembre 1943, Knitterscheid est promu Generalintendant de l'Intendantur. Ce grade avait été créé le 20 décembre 1939, et correspondait à celui d'un Generalmajor de la Heer. Il dirigea le département V 6 de l'Oberkommando des Heeres. Dans les années 1950, dans le cadre de la modernisation socio-économique de la République fédérale allemande, il fut de nouveau consulté au sujet des infrastructures des forces armées en Allemagne.
Le Dr Knitterscheid est l'auteur de publications en Droit. Il décéda le 17 février 1981 à Cologne, en Rhénanie-du-Nord-Westphalie

## États de services
- Generalintendant (01 décembre 1943)